# Euura
Euura is een geslacht van  echte bladwespen (familie Tenthredinidae).

## Soorten
- E. acuminata Enslin, 1915
- E. amerinae (Linnaeus, 1758) - bolle wilgtakbladwesp
- E. angusta (Hartig, 1837)
- E. atra (Jurine, 1807) - platte wilgtakbladwesp
- E. auritae Kopelke, 2000 - geoorde wilgtakbladwesp
- E. boreoalpina Kopelke, 2001
- E. cinereae Kopelke, 1996
- E. daphnoidica Kopelke, 2001
- E. elaeagnos Kopelke, 1996
- E. gemmacinereae Kopelke, 2001 - grauwe wilgknopbladwesp
- E. gemmafoetidae Kopelke, 2001
- E. gemmahelveticae Kopelke, 2001
- E. hastatae Malaise, 1920
- E. laeta (Brischke, 1883)
- E. lanatae Malaise, 1920
- E. lappo Malaise, 1920
- E. lapponica Kopelke, 1996
- E. mucronata (Hartig, 1837) - geoorde wilgknopbladwesp
- E. myrsinifoliae Kopelke, 2001
- E. myrtilloides Kopelke, 1996
- E. nigritarsis Cameron, 1885
- E. phylicifoliae Kopelke, 2001
- E. purpureae Kopelke, 1996
- E. testaceipes (Brischke, 1883) - wilgennerfbladwesp
- E. venusta (Brischke, 1883) - wilgenbladsteelwesp
- E. viminalis Kopelke, 2001
- E. weiffenbachii Ermolenko, 1988 - kruipwilgtakbladwesp